# Ivana Fitznerová
Ivana Fitznerová (* 5. srpna 1976 Benešov) je česká skladatelka, zpěvačka a spisovatelka. Žije v Praze, má dvě děti.

## Životopis
Za dob svých gymnaziálních studií chodila na hodiny skladby u Olgy Ježkové (1991–95), poté studovala francouzštinu a češtinu na pedagogické fakultě Univerzity Karlovy a skladbu u Antonína Bílého na Konzervatoři a vyšší odborné škole Jaroslava Ježka. Působila jako umělecká vedoucí jazzového big-bandu Back Side Big Band (2000–01), roku 2002 založila vlastní jazzovou skupinu Julie a band, později Ivana Fitznerová Group. S kapelou vystupuje v Malostranské besedě, Literární kavárně nebo v JazzDocku.
Její hudba - v podání profesionálních hráčů - a její zpěv je především jazz, šanson, latina a blues. Inspirována je Francií, romskou hudbou, ale převážná část písní je dnes v češtině.
Popisuje se:
Hudba je můj svět, jazyk, pomocí nějž si povídám s lidmi, moje láska. Mám ráda jazz a francouzštinu, kterou jsem spolu s češtinou vystudovala na Pedagogické fakultě UK. Pracovala jsem jako redaktorka pro různá vydavatelství a dodnes působím jako lektorka francouzštiny. Hudbu a francouzštinu propojuje i ve vlastní tvorbě. Jsem šansoniérka a jazzová písničkářka. Píšu a zpívám latinskoamerickou hudbu, ale i funky, blues, jazzové balady. Mám ráda takovou hudbu, která má krásné melodie a chytne svou hloubkou a sdělením za srdce, a může to být jednoduchá folková píseň stejně tak jako smyčcový kvartet nebo symfonie. Ráda bych učila hrát děti i dospělé spolu. Tak, aby se slyšeli, reagovali na sebe, a měli radost ze společně vytvářené hudby. Cílem projektu není připravovat kapely pro koncertní pódia, ale podporovat tvořivost v hudebním vyjádření a pracovat na vzájemné souhře.[zdroj⁠?!]

## Skladatelská díla
Skladatelsky se uplatňuje v oboru jazzové i vážné hudby. V roce 1997 napsala pro německý festival RARA skladbu pro dvě kytary Poezie kvart, kterou zde zahráli duo Milan Zelenka a Miloslav Matoušek a natočili ji také na ČR Vltava. Později se stala součástí repertoáru Patrika Henela a Jiřího Rietermanna, kteří ji hráli jako ukázku soudobé hudby mimo jiné i na výchovných koncertech. Její symfonie bez bicích nástrojů Vzývání času byla premiérována Plzeňskou filharmonií pod vedením Michala Macourka (2001),
Tři Barvy duhy, skladbu pro trubku a smyčcový orchestr, premiéroval Symfonický orchestr českého rozhlasu pod taktovkou Hynka Farkače (2002).
Symfonie Lamentatio soli pro sólový alt, ženský sbor, symfonický orchestr a jazzovou rytmiku dosud nebyla premiérována. Skladbu pro smyčcový kvartet s názvem Modlitba pro den smíření v roce 2020 nahrálo Kvarteto Martinů pod vedením Lubomíra Havláka.
V roce 2009 zazpíval sbor vedený Jolanou Kumperovou skladbu Slova hoří v rámci koncertu pořádaného spolkem Přítomnost, který podporuje soudobou hudbu.
V roce 2019 založila hudební školu Hrajme spolu. Věnuje se dětem od 2 do 6 let v programech Broučci, Stonožka, Štěňata a Hudba hrou, ve kterých se snaží podporovat společné muzicírování a poznávání toho, jak hudba funguje. Rozvíjí u dětí jejich tvořivost a podporuje harmonický vývoj jejich osobnosti. Na programy navazuje kurz Hudba hrou pro děti od 6 let a u straších i dospělých výuka hry na nástroje, eventuálně i kurzy skladby, improvizace a tvorby textu.

## Hudební díla

### Díla inspirovaná jazzem
- Jazzové ozvěny pro trubku, 2 saxofony, trombon a rytmiku (1998);
- Zastavení v čase pro big band (1999).

### Ostatní
- Poezie kvartet pro 2 kytary (1997); (ukázka http://ivanafitznerova.cz/mp3/poezie-kvart-AllegroI.mp3 Archivováno 6. 8. 2020 na Wayback Machine.)
- Kytarová trilogie pro 2 kytary (1998);
- Probuzení ze tmy pro smyčcový kvartet (1996);
- V zajetí, smíšený sbor, text Lukáš Hrabal (1999);
- Slova hoří, smíšený sbor (2000);
- Tři barvy duhy pro trubku a smyčcový orchestr (2000);
- Vzývání času pro symfonický orchestr bez bicích nástrojů (2001) (ukázka http://ivanafitznerova.cz/mp3/vzyvani-casu.mp3 Archivováno 6. 8. 2020 na Wayback Machine.);
- Lamentatio soli pro alt, ženský sbor, symfonický orchestr a jazzovou rytmiku (2002).
- Modlitba pro den smíření, smyčcový kvartet

- 2004 CD Je veux parler / Chci mluvit
- 2009 CD Maison vide, chansons / Prázdný dům, šansony
- 2013 CD Depuis longtemps / Už dlouho
- 2020 CD Nablízko/ Tout proche
- 2020 CD Kdo jsem, výběr z klasiky a jazzu

### CD vydaná pro děti
- 2020 CD Hrajme spolu – Broučci
- 2020 CD Hrajme spolu – Stonožka
- 2020 CD Hrajme spolu - Štěňata

## Publikace
- Máme dítě s handicapem (2010, nakladatelství Portál)

V roce 2011 získala kniha I. cenu Vládního výboru pro zdravotně postižené občany za publicistické dílo zaměřené na problematiku zdravotního postižení.